# 白金漢 (佛羅里達州)
白金漢（英語：Buckingham）是位於美國佛羅里達州李縣的一個人口普查指定地區。

## 地理
白金漢的座標為26°40′00″N 81°44′00″W / 26.66667°N 81.73333°W，而該地最高點為海拔高度3米（即10英尺）。

## 人口
根據2010年美國人口普查的數據，白金漢的面積為49.10平方千米，當中陸地面積為49.10平方千米，而水域面積為0.00平方千米。當地共有人口372人，而人口密度為每平方千米7人。